# Полтавская губерния
Полтавская губерния — губерния Российской империи, образована в 1802 году в связи с ликвидацией Малороссийской губернии.
C 1 августа 1925 года упразднена вместе с остальными губерниями УССР с переподчинением входивших в них округов непосредственно республике (Золотоношский и Красноградский округа Полтавской губернии также были расформированы).

## География
Полтавская губерния располагалась между 51°8' и 48°41' с. ш. и между 31°2' и 36°3' в. д. (от Гринвича). С юго-запада и запада она отделялась Днепром от Екатеринославской, Херсонской и Киевской губерний, на севере граничила с губерниями Черниговской и Курской, на востоке — с Харьковской, на юге — с Екатеринославской губернией. Наибольшее протяжение Полтавская губерния имела в направлении с запада на восток: около 360 вёрст; протяжение её с севера на юг не превышало 260 верст. Наиболее точным измерением пространства губернии следует считать произведённое на основании топографических и геодеозических работ при межевании с 1859 по 1886 год. По данным межевания, общее пространство губернии составляло 43 379,59 кв. вёрст, или 4 518 708 десятин. Полтавская губерния, лежащая на склоне, обнаруживает в высшей степени равномерное падение к Днепру, о чём и помимо гипсометрических данных достаточно вразумительно свидетельствует направление всех крупных рек губернии. Падение в среднем равно одной сажени на 4 версты, так что уезды, наиболее удаленные от Днепра, достигают абсолютной высоты в 80—95 саженей; таковы: Роменский, Гадячский, Зеньковский и Константиноградский; затем на высоте 70—80 саженей расположены уезды: Прилукский, Лохвицкий, Миргородский и Полтавский; далее идут средние по высоте уезды: Хорольский и Переяславский с высотами 60—70 саженей; ещё более понижены (50—60 саженей) Лубянский и Пирятинский и, наконец, приднепровские уезды: Золотоношский, Кременчугский и Кобелякский (возвышаются не более 40—50 саженей над уровнем моря). Это понижение идет в направлении рек, изрезывающих губернию с северо-востока на юго-запад. Все междуречные пространства представляют собой более или менее ровные возвышенности (плато).

### Рельеф местности и водоразделы
Местами крайняя изрезанность поверхности поразительна: не считая всевозможных западин, встречающихся иногда в значительном количестве, речные долины, балки и овраги избороздили губернию, покрыли её как бы густой сетью; совершенно ровные участки (10-20 кв. вёрст величиною) сохранились в настоящее время почти исключительно в низко расположенных уездах. Сухие плато, ещё сохранившие степной характер с чернозёмной почвой и служащие водоразделами, в губернии следующие: 1) Орёл-Берестовое, 2) Берестовое-Орчиково, 3) Орчик-Ворсклье, 4) Ворскла-Пселское,5) Псел-Сулы и 6) Засулье, занимающее огромную площадь, разорванную второстепенными реками. Первые два водораздела и часть третьего расположены в Константиноградском уезде, остальная часть третьего — входит в состав Полтавского и Кобелякского уездов. Все три водораздела представляют сильно выраженный степной характер, а первый совсем походит на Екатеринославскую степь. Водораздел Ворскла-Псел занят уездами Зеньковским и частями Кобелякского, Кременчугского, Гадячского, Миргородского, Полтавского и Хорольского. По мере приближения этого водораздела к югу меняется и характер его поверхности: из разорванного и изрезанного на севере и в средней части густой сетью балок, оврагов и яров на юге он делается степным, едва холмистым. Водораздел Псел-Сула занят частями Роменского, Гадячского, Миргородского, Хорольского, Лохвицкого, Лубенского и Кременчугского уездов. Это междуречное пространство состоит собственно из трёх водоразделов: Сула-Хорол, Хорол-Псел, Хорол-Днепр. Оно также представляется сильно изрезанным благодаря, главным образом, Пселу с его притоками, оврагами и балками. Засульский водораздел вмещает в себе части Роменского, Лохвицкого, Лубенского и уезды: Прилукский, Пирятинский, Переяславский и Золотоношский; в общем водораздел этот представляет огромную равнину, восточным краем примкнувшую к Суле, а на юге круто падающую в Днепровскую долину. Характерными спутниками полтавских плато являются курганы и блюдцеобразные углубления. Курганами особенно богаты Переяславский и Зеньковский уезды, «блюдца» же можно встретить повсюду. К особенностям северо-восточной части губернии следует отнести существование большего количества больших оврагов и балок. Главным образом они являются принадлежностью правых берегов рек. Размеры балок и оврагов очень разнообразны: некоторые из них не уступают мелким речкам. Овраги растут вследствие весенних разливов.

### Реки
Главная река губернии — Днепр с своими притоками: Трубежем, Супоем, Сулой, Пселом, Ворсклой и Орелью. Днепр по границе губернии (уезды: Переяславский, Золотоношский, Кременчугский и Кобелякский) имеет протяжение на 374 версты; высота левого берега (полтавского) колеблется между 45 и 72 саженей и в общем сажен на 20 уступает высоте правого (киевского) берега. Средняя ширина Днепра равняется 420 саженей; во время разлива весною она достигает 6 ½ вёрст, местами же совпадает с шириною аллювиальной долины, которая имеет у Кременчуга до 9—10 вёрст, у устья Ворсклы до 17 вёрст, против Коврая до 30 вёрст и на границе Черниговской губернии до 38 вёрст. Река Трубеж — длина течения в губернии 66 вёрст. Супой течет на границе Переяславского уезда на 65 вёрст. Сула протекает 325 вёрст в губернии (приток её Удай — 209 в.). Псел в пределах губернии, 245 вёрст длиной, шириной от 25 до 30 саженей, а у устья 60 саженей. Ворскла протекает по уездам Зеньковскому, Полтавскому и Кобелякскому. Река Орёл — 400 вёрст длины и ширины до 28 саженей. Долины рек, впадающих в Днепр, расположены близко друг к другу: 10—15 вёрст представляются уже большим расстоянием между двумя параллельно идущими реками.

## Геология
Главнейшую особенность геологического строения Полтавской губернии составляет сильнейшее развитие покровных постплиоценовых ледниковых и поледниковых и самых новейших аллювиальных образований. Почти на всей поверхности губернии в разрезах по оврагам и берегам рек видны выходы только самых новейших отложений. Особенно сильное развитие имеют красно-бурые валунные глины, затем — бело-желтые кварцевые пески. Редко под ними показываются ещё зелено-серые пески. Оба эти последние слоя причисляются уже к третичной системе, к олигоцену. И только в исключительно редких местах проявляются пласты голубоватого мергеля, аналогичного спондиловой глине гор. Киева. За неимением хороших и крупных разрезов, кроме горы Пивихи близ Кременчуга (см. проф. Ник. Соколов, «Нижнетретичные отложения Европ. России»), произведены были многочисленные бурения. По распространению отложений разновременных систем Полтавская губерния не отличается разнообразием. Кроме ледниковых и поледниковых, здесь находятся отложения только третичной системы в виде нижней половины её олигоцена и эоцена; сверху они покрыты валунными отложениями и лёссом. Олигоцен представлен в виде двух ярусов: первый состоит из тонкослоистых белых песков, содержащих местами песчаники кремнистые, жерновые, железистые и глинистые. В верхних горизонтах этих песков проходит прослой пестрых искусно окрашенных пластичных глин (см. Гуров и Армашевский). Второй ярус лежит ниже первого; состоит из подлегающих под белыми песками зеленых глауконитовых песчано-глинистых образований, нередко заключающих переслой фосфоритовых галек. В верхних слоях их встречается часто яркая яблочно-зелёная, очень тонкая, пластичная глина; ещё ниже зеленовато-серый, рыхлый глауконитово-слюдистый глинистый песчаник; общая мощность глауконитовых песков до 12 м; бело-желтых до 16-18 м. Сильное развитие оба яруса имеют по течению Ворсклы, Псла и по среднему течению Орели; по Суле у Лубен. Голубой мергель, или сильноизвестковистая глина относится (по Соколову) к эоцену, именно к киевскому ярусу, в сыром состоянии яркого синего цвета. По исследованию Г. Тутковского и Соколова, фораминиферы оказались вполне соответствующими спондиловой синей глине гор. Киева. Мергель этот лежит в самой глубине выходов пород Полтавской губернии. Более древние отложения меловой системы нигде не показываются на площади Полтавской губернии, а более всего приближенные выходы их близ границ губернии находим близ Сум и Путивля.

### Почвы
Почвы Полтавской губернии распадаются на несколько классов. Главнейшие из них, по характеристикам, данным в XVI томе «Материалов по исследованию Полтавской губернии»:
1. Горовой чернозём — то есть чернозём возвышенных плато или крутовозвышенных местностей. Примерный его анализ в Константиноградском уезде: сумма всех растворимых веществ 65,66; кали 1,74, известь 1,40, глинозём 14,10, фосфорная кислота 0,30, кремнезём 43,00, гумус 8,81, азот 0,74. Все высокие пространства Полтавской губернии заняты горовым чернозёмом; исключение составляют узкие полосы по Суле, Удаю, Хоролу и Ворскле. В Константиноградском, Роменском, Зеньковском и Гадячском уездах, отличающихся высотой до 90-95 саж., есть до 30 % земель, имеющих среднее содержание гумуса в чернозёме в 8 %. А с содержанием гумуса в 6-7 % есть ещё до 15 % земель. Всего в Константиноградском уезде есть до 87 % земель с высоким содержанием гумуса в чернозёме. Затем следуют по порядку содержания в % гумуса уезды Прилукский, Полтавский, Миргородский, Хорольский и Переяславский.
2. Чернозём пологих склонов распространен в Полтавской губернии гораздо слабее предыдущего и приурочен к левому побережью рек и их склонам. Это долинный чернозём. Содержание в нём гумуса по уездам: Константиноградском 6,9 %, Зеньковском 5,58, Полтавском 4,73, Миргородском 4,08 %, Переяславском 2,68, Золотоношском 2,79.
3. Переходные суглинки существуют в различных уездах, приуроченные преимущественно к течению главнейших рек; так, в Полтавском уезде по р. Ворскле; в Лубенском — тянутся полосой вдоль лесных почв по р. Суле; в Хорольском — по р. Хоролу; в Роменском — по р. Ромену; в Зеньковском такие суглинки распространены довольно сильно.
4. Лесные суглинки; их довольно много в уездах Роменском, Лохвицком, совсем нет в уездах Переяславском, Кобелякском и Хорольском, мало в уездах Гадячском, Миргородском, Лубенском.
5. Пески. Светло-серые пески, нелетучие, есть в Кобелякском и Прилукском уездах.
6. Почвы сухопутно-болотные; сюда относятся солонцы, которых много в уездах Кременчугском, Золотоношском, Кобелякском, Переяславском, Пирятинском, Прилукском. В Хорольском и Лубенском уездах их тоже довольно много. Очень мало солонцов в уездах, богатых горовым чернозёмом: Константиноградском, Роменском, Гадячском, Лохвицком, Полтавском, Миргородском; совсем нет — в Зеньковском.

## Административное деление
При создании Полтавской губернии в 1802 году в её состав вошли 10 уездов: Гадячский, Золотоношский, Кременчугский, Лубенский, Переяславский, Пирятинский, Полтавский, Прилуцкий, Роменский и Хорольский. Одновременно были образованы 2 новых уезда: Константиноградский и Миргородский. В 1803 году были созданы ещё 3 уезда: Зеньковский, Кобелякский и Лохвицкий.
Губерния разделяется на 15 уездов: Полтавский, Гадячский, Золотоношский, Зеньковский, Кобелякский, Константиноградский, Кременчугский, Лохвицкий, Лубенский, Миргородский. Переяславский, Пирятинский, Прилукский, Роменский и Хорольский. Городов уездных 15, заштатных 2 — Градижск и Глинск, 1 посад — Крюков. Православных приходов 1075. Монастырей 3 мужских и 4 женских. Населённых мест в губернии 14 650; многие из них имеют более 1 тысячи жителей.
В конце XIX века в состав губернии входило 15 уездов. Городов уездных было 15, заштатных 2 — Градижск и Глинск, 1 посад — Крюков. Православных приходов 1075. Всего населённых мест в губернии было 14 650; многие из них имели более 1 тысячи жителей.
| №  | Уезд                | Уездный город               | Герб уездного города | Площадь, вёрст² | Население (1897), чел. |
| -- | ------------------- | --------------------------- | -------------------- | --------------- | ---------------------- |
| 1  | Гадячский           | Гадяч (7721 чел.)           |                      | 2162,4          | 142 806                |
| 2  | Зеньковский         | Зеньков (10 443 чел.)       |                      | 1977,5          | 140 304                |
| 3  | Золотоношский       | Золотоноша (8739 чел.)      |                      | 3888,6          | 227 594                |
| 4  | Кобелякский         | Кобеляки (10 487 чел.)      |                      | 3227,2          | 217 875                |
| 5  | Константиноградский | Константиноград (6455 чел.) |                      | 5341,7          | 230 310                |
| 6  | Кременчугский       | Кременчуг (63 007 чел.)     |                      | 3013,2          | 244 894                |
| 7  | Лохвицкий           | Лохвица (8911 чел.)         |                      | 2320,5          | 150 985                |
| 8  | Лубенский           | Лубны (10 097 чел.)         |                      | 2059,6          | 136 613                |
| 9  | Миргородский        | Миргород (10 037 чел.)      |                      | 2336,7          | 157 790                |
| 10 | Переяславский       | Переяславль (14 614 чел.)   |                      | 3595,2          | 185 306                |
| 11 | Пирятинский         | Пирятин (8022 чел.)         |                      | 2871,6          | 163 505                |
| 12 | Полтавский          | Полтава (53 703 чел.)       |                      | 2977,9          | 227 795                |
| 13 | Прилукский          | Прилуки (18 532 чел.)       |                      | 2877,4          | 192 502                |
| 14 | Роменский           | Ромны (22 510 чел.)         |                      | 2285,2          | 186 497                |
| 15 | Хорольский          | Хорол (7997 чел.)           |                      | 2909,3          | 173 375                |

### Заштатные города
| № | Город    | Входит в           | Население | Герб города |
| - | -------- | ------------------ | --------- | ----------- |
| 1 | Градижск | Кременчугский уезд | 8911 чел. |             |
| 2 | Глинск   | Роменский уезд     | 3533 чел. |             |

В таком виде административное деление Полтавской губернии просуществовало до 1920 года, когда из её состава в новую Кременчугскую губернию были переданы Золотоношский, Кременчугский и Хорольский уезды. В 1921 году из Полтавской губернии в Киевскую был передан Переяславский уезд. В 1922 году в связи с упразднением Кременчугской губернии Золотоношский, Кременчугский и Хорольский уезды были возвращены Полтавской губернии.
В 1923 году вместо уездов и волостей на всей территории Украинской ССР были созданы округа и районы. Полтавская губерния была разделена на 7 округов: Золотоношский, Красноградский, Кременчугский, Лубенский, Полтавский, Прилукский и Роменский. Каждый из округов включал от 9 до 17 районов.
Постановлением Всеукраинского ЦИК от 3 июня 1925 года в ходе ликвидации губернского деления в УССР Полтавская губерния была упразднена, а входившие в её состав округа переданы в прямое подчинение УССР (кроме Золотоношского и Красноградского, упразднённых в ходе этой реформы).

## Климат
Полтавская губерния мало отличалась от климата соседних губерний, и ввиду небольшого пространства губернии разные части её не очень разнились между собою. Лишь для одной части П. губ. имеются достаточно продолжительные наблюдения; за последнее десятилетие устроена превосходная сельскохоз. метеорологич. станция на опытном поле Общ. сельского хозяйства, вблизи гор. Полтавы. Эти наблюдения показали, между прочим, что за 10 лет лишь в 2 зимы, 1890-91 и 1892-93 гг., был непрерывный снежный покров около 3 месяцев. В другие же или он устанавливался очень поздно, или среди зимы снег таял и поля оставались оголенными или были покрыты ледяною корой. Вследствие этих условий озимые нередко страдают. Сравнение температуры Полтавы, Курска и Киева см. эти слова. Вследствие того, что П. губ. вытянута с В. на Ю. В., самые теплые зимы на крайнем В., в Переяславском у., а самые холодные на Ю. В., в Константиноградском; температура лета, наоборот, всего выше на Ю. В. и ниже на В. Осадков дождя и снега выпадает около 50 см (500 мм) в год; на севере их более, чем на юге: Ромны 572 мм, Полтава 532, Ирклеево 492, Кременчуг 468. Всего более их бывает в июне, а в конце лета и начале осени преобладает ясная погода. К концу осени погода сырая, дожди часты, и хотя воды выпадает и менее, чем в июне, но так как вода испаряется медленно, то на чернозёме нередко бывает такая грязь, что останавливается движение грузов по дорогам. Дождя выпадает в обыкновенные годы достаточно, но раз или два в десять лет бывают неурожаи от недостатка дождя во время, нужное для растительности, или от сухолесья. В том и другом отношении климат П. губ. благоприятнее, чем к В. и Ю. от неё (в вост. у. в губ. Харьковской и особенно в Екатеринославской губ.) и более продолжительные весна и осень по сравнению с губ. Курской, Орловской, Воронежской выгодны особенно для плодоводства.

## Флора
По исследованию Н. Арандаренко («Записки о П. губ., составленные в 1846 г.») в крае распространены 22 важнейших семейства растений и г. Арендаренко дает список значительного числа полтавских растений, которые делит по роду их употребления на нивяные (хлеба), огородные (овощи), травы (кормовые, покосные и аптекарские); он приводит и перечень древесных пород. А. Н. Краснов приложил к своему сочин. «Ботанико-географический очерк П. губ.» список растений П. губ. на 68 стр. Из деревьев в губ. встречаются дуб, берест, граб, клен, липа, берёза, ясень, вяз, осина, ива, сосна (в уу. Переяславском, Полтавском, Гадячском) и др.

## Население
По последней переписи, жителей в Полтавской губернии 2 794 727: 1 387 991 мужчина и 1 406 736 женщин (на 100 мужчин приходится 101,4 женщина). Городское население составляют 271 459 душ, или 9,7 %. На 1 версту² приходится 63,7 жителей. Из губерний Европейской России (не считая привислянских) более густо населены только Московская (83,2), Подольская (82,0) и Киевская (79,8). Исключая Константиноградский уезд, в котором на 1 версту² приходится 43 жителя, остальные уезды населены довольно равномерно (от 60 жителей в Переяславском уезде до 94 в Роменском уезде). Главную массу населения составляли малороссы (то есть украинцы) (95 %); затем идут евреи, живущие преимущественно в городах, великоруссы, поляки и немцы. Православных считается около 97 %. Число немцев-колонистов в последние годы стало значительно увеличиваться, особенно в Константиноградском уезде. Население увеличилось за 33 года (с 1864 года) на 884 тысячи душ, то есть на 46,3 %, или на 1,6 % в год, хотя в последнее время значительное число крестьян переселяется в другие губернии (в 1896 году — 33 597 человек, все в Сибирь).
По данным переписи 1897 года в Полтавской губернии было 2 778 151 житель (1 376 539 мужчин и 1 401 612 женщин), из них городских — 274 294. Из городов имеют свыше 15 000 жителей: Кременчуг (63 тысячи), Полтава (54 тысячи), Ромны (23 тысячи) и Прилуки (19 тысяч). Главную массу населения составляли русские (по понятиям XIX века как русские, так и украинцы и белорусы) — 2 657 418 (из них малороссов 2 583 133; великороссов более всего в Константиноградском уезде — 27 тысяч и в городе Полтаве — 12 тысяч), евреев — 110 352 (в Кременчуге — до 30 тысячи, Полтаве — 11 тысяч). Православных в губернии 2 654 645, раскольников — 2407.
По данным статистической переписи 1882—1889 годов, среди сельского населения было 380 460 хозяйств. На 1 хозяйство приходилось 5,6 душ. Козачье население особенно многочисленно в Зеньковском, Миргородском, Лохвицком и Лубенском уездах. Из 6661 поселения в 2654 было менее 100 жителей, в 1975 — от 100 до 500, в 1032 — более 500. Жилых построек 384 987.
Первые сведения о местности, где затем была Полтавская губерния, встречаются в летописи Нестора. По её сказанию, здесь жили северяне. Великий князь Владимир св. устроил здесь ряд укрепленных пунктов для защиты от кочевников. Кирай был опустошен татарами; в 1331 году попал в руки Литвы. По Андрусовскому договору Полтавская губерния перешла к России. В составе, сохранившемся к концу XIX века, губерния организована в 1803 году.

### Национальный состав
Национальный состав в 1897 году:
| Уезд                | малороссы | евреи  | великороссы | немцы |
| ------------------- | --------- | ------ | ----------- | ----- |
| Губерния в целом    | 93,0 %    | 4,0 %  | 2,6 %       | …     |
| Гадячский           | 96,9 %    | 2,4 %  | …           | …     |
| Зеньковский         | 98,1 %    | 1,3 %  | …           | …     |
| Золотоношский       | 95,5 %    | 3,4 %  | …           | …     |
| Кобелякский         | 97,3 %    | 1,6 %  | …           | …     |
| Константиноградский | 86,1 %    | 11,8 % | …           | 1,1 % |
| Кременчугский       | 80,3 %    | 13,1 % | 5,5 %       | …     |
| Лохвицкий           | 95,8 %    | 3,1 %  | …           | …     |
| Лубенский           | 95,0 %    | 3,3 %  | 1,4 %       | …     |
| Миргородский        | 97,1 %    | 1,9 %  | …           | …     |
| Переяславский       | 93,8 %    | 5,3 %  | …           | …     |
| Пирятинский         | 95,2 %    | 3,8 %  | …           | …     |
| Полтавский          | 88,7 %    | 5,1 %  | 5,3 %       | …     |
| Прилукский          | 94,6 %    | 4,3 %  | …           | …     |
| Роменский           | 93,5 %    | 4,2 %  | 1,7 %       | …     |
| Хорольский          | 96,7 %    | 2,3 %  | …           | …     |

### Дворянские роды
- Жуковские
- Зарудные
- Иваненки
- Искра
- Кандыба
- Долголовы
- Янковские
- Горкуны
- Пещанские

## Экономика

### Землевладение
По данным межевания (1859 — 1886 годы) площадь губернии делится: под усадьбами 234 920, пашни 3 023 326, сенокосов 492 603, леса 339 717, тростниковые болота 49 393 десятин, выгона и прочих удобных земель 192 984 десятины. По окладным книгам уездных земских управ. количество облагаемой земли в 1896 году — 4 173 267 десятин; в тех же книгах показано 124 263 десятины неудобной земли, кроме Роменского и Хорольского уездов, для которых нет соответствующих сведений. Из этого количества частным владельцам принадлежало 1 748 492 десятины, или 41,9 %, сельским обществам и товариществам 2 378 137 (57 %), казне и удельному ведомству — 16 209, а остальные 30 429 десятин составляли собственность городов, церквей и др. учреждений. К 1896 году у дворян было: менее 1 десятины — у 622 лиц, от 1 до 50 десятин — у 6402, от 50 до 100 десятин — у 1220, от 100 до 500 десятин — у 1539, от 500 до 1000 десятин — у 328, более 1000 десятин — у 247; всего у 10 358 дворян 1 367 184 десятин. 3188 духовным лицам принадлежало 47 084 десятины, 604 купцам (неевреям) 76 079 десятин, 6617 мещанам (неевреям) 83 114 десятин, 190 купцам-евреям 25 437 десятин, 479 мещанам-евреям 1666 десятин, немцам-колонистам 35 919 десятин, 5848 лицам сельского сословия 126 159 десятин. По размерам владений частное землевладение распределялось так: менее 1 десятины было у 4258 хозяйств, от 1 до 50 десятин — у 18 312, от 50 до 100 десятин — у 1966, от 100 до 500 десятин — у 2092, от 500 до 1000 десятин — у 380 и более 1000 десятин — у 283 владельцев. За время с 1880 по 1893 годы площадь облагаемых земель у дворян уменьшилась на 170 867 десятин, у духовенства на 41 десятину, у евреев на 9852 десятины, а в прочих группах произошло увеличение землевладения (у сельских обществ и товариществ — на 211 585 десятин). В среднем на 1 имение приходится у дворян 130 десятин, у купцов — 119,9, у мещан — 12,7 и у лиц сельских сословий — 22,1 десятин. По данным за 1897 год, всей обложенной земли было 4 181 873 десятины, на 8606 десятин более чем в 1896 году. С 1 января 1896 по 1 января 1897 года потеряли: дворяне — 15 231 десятину, духовенство — 125 десятин, евреи — 618 десятин, немцы-колонисты — 243 десятины, казна — 47 десятин; приобрели лица сельского сословия 4363 десятины, сельские общества и товарищества 10 916 десятин, города, церкви и разные общественные учреждения 3005 десятин. По данным подворной переписи, у крестьян было пахотной земли 1 763 349, усадебной, садов и огородов — 188 700, лугов — 42 568, лесу — 95 489 десятин. Лесами наиболее богаты Зеньковский, Золотоношский и Переяславский уезды, всего беднее — Константиноградский, Пирятинский, Хорольский и Кременчугский уезды. В 14 уездах (нет сведений о Зеньковском хозяйстве), не имеющих земли, было 3,4 %, не имеющих пахотной земли 16,5 %, имеющих пахотные земли: менее 3 десятин — 26,5 %, от 3 до 6 десятин — 28,7 %, от 6 до 9 десятин — 12,2 %, от 9 до 15 десятин — 7,6 %, от 15 до 20 десятин — 2,2 %, от 20 до 50 десятин — 2,5 %, свыше 50 десятин — 0,4 %. По данным переписи, пахотной земли было снято 146 370 лицами 476 028 десятин: на 1 съемщика приходилось 3,2 десятины. Испольно снято 206 303 десятины, за деньги 233 804 десятин, за отработки 32 921 десятин. Средний размер арендуемого участка — 12,8 десятин. 42 953 крестьянина сняли 69 381 десятину сенокосов, что составляет на 1 съемщика 1,62 десятины. Крестьяне являются съемщиками земли не только на стороне, но и у своих односельцев. Число крестьянских хозяйств, сдающих свои земли, было в Хорольском уезде 8,3 %; Гадячском уезде 17,3 %, вообще по губернии 15,5 %. Средняя продажная цена за десятину земли от 105,8 руб. в Константиноградском уезде до 147,4 руб. в Роменском (за 1881 — 1894 годы).
К 1859 году задолженность землевладельцев Полтавской губернии разным кредитным учреждениям равнялась 7 496 188 рублей. Заложено было 1180 имений, с 172 466 крепостными душами, что составляло 53 % крепостного населения губернии. Кроме того, на 45 ненаселённых имениях, с 18 225 десятин, числилось долга 146 782 руб. К 1896 году всех заложенных имений было 7536, с 1 139 700 десятин земли. Заложенная земля оценена в 105 841 747 рублей, и под неё выдано в ссуду 62 047 356 рублей. Средняя сумма оценки 1 десятины заложенной земли равна 95 руб. 01 коп., а ссуда 55 руб. 70 коп., то есть ссуда составляет 58,5 % оценки. Процент задолженной земли к общей площади частного землевладения в Переяславском уезде — 44,9 %, в Кобелякском — 78,8 % в Константиноградском — 79,6 %. Наивысшая средняя оценка 1 десятины земли в Роменском — 111 руб. 90 коп. и Хорольском — 110 руб. 70 коп. уездах; наименьшая в Переяславском — 81 руб. 50 коп. и Константиноградском — 78 руб. 20 коп. уездах. Средняя продажная цена за 11 лет (1883 — 1893 годы) за 1 десятину — 107 рублей. С 1888 по 1897сгод число заложенных имений увеличилось на 3734, сумма выданной ссуды — на 19 338 214 руб. Долги владельцев городских имуществ к 1897 году равнялись 5 830 900 руб.; за 7 лет долги эти возросли на 116,3 %. Кроме банков дворянского, крестьянского, Полтавского и Харьковского земельных в пределах губернии действовали отделения государственного банка в Полтаве, Кременчуге и Ромнах; городские общественные банки в Кременчуге, Лубнах, Переяславле, Прилуках и Ромнах, общества взаимного кредита в Полтаве и Ромнах, сельские банки в трёх селениях Прилукского уезда, 16 ссудосберегательных товариществ, 249 волостных. У 4 городских банков (нет сведений о переяславском) было основного капитала к 1896 году 535 752 рублей, запасного — 29 021 рублей; банки получили чистой прибыли 11 527 рублей, из которой в пользу городов поступило 11 108 рублей. Общества взаимного кредита имели 2142 члена, оборот их равнялся 19 988 268 рублей, чистой прибыли получено 6505 рублей. 3 сельских банка имели в 1895 году основного капитала 1829 рублей, операции их равнялись 23 675 рублям, чистой прибыли получено 25 211 рублей. В 15 ссудосберегательных товариществах паевой капитал составлял 775 851 рублей (паев 4020), запасный 35 834 рубля, вклады 56 968 рублей, займы 117 534 рубля, ссуды — 378 677 рублей; прибыли получено 18 730 рублей. К 1 января у 236 вспомогательных и сберегательных касс было капиталов 4 577 164 рубля, заемщиков 1 711 559, на 4 311 603 рубля. Комиссионно-ссудные операции производила также Харьково-Николаевская железная дорога. В 15 сберегательных кассах государственного банка и 55 при почтово-телеграфных отделениях к 1895 году числилось по 19 017 книжкам 4 964 329 рублей; на 1 жителя приходится 1,60 руб. сбережений.
Облагаемой налогами земли в 1896 году числилось 4 170 944 десятины. На одну десятину крестьянской надельной земли платежей (не считая страховых и по продовольственным ссудам) приходится 3 рубля 5 коп. В 1895 году на мирские обязательные повинности израсходовано 610 637 рублей, на необязательные — 151 676 рублей. (в том числе на содержание училищ 81 447 рублей). Губернских и уездных земских сборов поступило 2 561 067 руб. Крестьян, окончательно выкупивших свои наделы (в размере 15 186 десятин), было 5518 человек.

### Сельское хозяйство
В 1896 году под посевами хлебов и растений было 2 148 492 десятины; из них 1 418 300 десятин, или 66,01 %, принадлежали сельски обществам, 730 192 десятин, или 33,99 % — частным владельцам. Под рожью было 646 694 десятины, пшеницей яровой — 503 400 десятин, ячменем — 292 909 десятин, овсом — 205 737 десятин, гречихой — 155 569 десятин, озимой пшеницей — 89 065 десятин, просом — 88 019 десятин, картофелем — 49 515 десятин, под коноплей, рапсом и др. масличными растениями — 44 482 десятины, табаком — 8810 десятин, горохом — 10 156 десятин, кукурузой — 1473 десятины, под льном — 52 663 десятины. Из масляничных растений распространены конопля, рапс и подсолнух. Под луговыми и степными покосами находилось у частных лиц 284 661 десятина, у сельских обществ 217 361 десятина, всего 502 222 десятины (1896 год). Средний урожай главнейших хлебов за десятилетие (1886 — 1895 годы) с 1 десятины: ржи 53 пудов, озимой пшеницы 55 пудов, яровой пшеницы 59 пудов, ячменя 53 пуда, овса 53 пуда, проса 46 пудов, гречихи 31 пуд. Продов. обществ. капитала должно было быть 1 326 533 р.; в ссудах и недоимках к 1 января 1896 года числилось 127 169 р.

### Огородничество
Садоводство и огородничество развиты. Под свекловичными посевами было 2593 десятины. Свекловицы собирается 2 млн пудов. Культура табака особенно развита в Прилукском, Роменском, Лохвицком и Пирятинском и отчасти в Лубенском, Переяславском, Миргородском и Золотоношском уездах. В этих уездах табак культивируется, главным образом, на продажу. В 1896 году всех табачных плантаций числилось 91 174, пространством в 8573 десятины; средняя величина плантации — 226 сажени. Собрано табаку 907 527 пудов, в том числе махорки 901 526, из американских семян 4965 и из турецких 1036 пудов.

### Садоводство
В садах преимущественно разводятся яблоки, груши, сливы, черешни, вишни, в огородах — огурцы, капуста, свекла. Много бахчей, на которых разводят преимущественно арбузы, дыни и тыкву, а иногда огурцы, фасоль, подсолнух. Средоточием бахчеводства является местечко Кишенка Кобелякского уезда. В местностях, прилегающих к Днепру, арбузы вывозятся на судах в Екатеринослав, Киев и далее.

### Пчеловодство
По данным статистической переписи 1881—1889 годов, пчеловодством занимались 20 925 крестьян-хозяев, или 5,5 %; у них числилось 270 335 ульев. Более всего ульев было в Лохвицком, Переяславском и Золотоношском уездах, менее всего — в Хорольском уезде. Доход от пчеловодства исчисляется в 756 932 руб. У 1883 частных владельцев (имеющих более 50 десятин земли) было 21 959 ульев. Рамочные ульи распространяются все более и более, особенно в Хорольском и Зеньковском уездах.

### Скотоводство
По переписи 1893 года, в сельских обществах лошадей было около 223 тысяч, рогатого скота 631 809 голов, овец тонкорунных 69 и простых 96 2963, коз — 810, свиней 225 070; у частных владельцев лошадей 49 127, рогатого скота 107 172 голов. В 14 уездах (без Зеньковского) по переписи 1882 — 1889 годов хозяйств без всякого скота было 17 % и имеющих только овец и свиней — 9 %. Конских заводов в Полтавской губернии в 1892 году было 153. Они не оказывают большого влияния на коневодство крестьян, так как заводчики не дают для постороннего пользования своих племенных жеребцов. Земские случные пункты существуют в 13 уездах (нет в Переяславском и Гадячском уездах). Заводы рабочего скота в Полтавском, Лохвицком и Прилукском уездах, крупного рогатого скота — в Константиноградском, Полтавском, Кременчугском и Гадячском уездах, заводы свиней заграничных пород в Константиноградском, Полтавском, Лохвицком, Кременчугском уездах, овец — в Константиноградском, Полтавском и Прилукском уездах.

### Кустарные промыслы
Кустарные промыслы не особенно развиты. Из труда В. И. Василенко («Кустарные промыслы сельских сословий Полтавской губернии», Полтава, 1887 год), видно, что всех кустарных хозяйств было в губернии 5437; всего более кустарей в уездах Зеньковским — 1556 и Миргородском — 1006. Древообрабатывающими промыслами занималось 2112, обработкою кожи и изделиями из неё — 1203, обработкой волокна — 787, гончарным производством — 1064, плетением из болотных растений — 30, выделкою роговых гребней — 234 хозяйств. Губернское земство устроило образцовые мастерские: кожевенную в мст. Смелом. Роменского уезда, гончарную в мст. Опошня Зеньковского уезда, корзиночную в с. Гусинцах Переяславского уезда, роговую в мст. Хомутце Миргородского уезда, ткацкую в с. Дегтярах Прилукского уезда, также художественно-промышленную школу имени Н. В. Гоголя в гор. Миргороде. Константиноградское уездное земство устроило мастерскую кузнечную и слесарную, Хорольское — мастерскую для преподавания ремесел кузнечного, слесарного, столярного, колесного и бондарного; обе мастерские получают от губернского земства субсидию по 1 тыс. руб. каждая. Полтавское уездное земство устроило корзиночную мастерскую в хут. Грабиновском. Губернское земство дает пособие частной ткацкой мастерской в городе Полтаве.

### Промышленность
Крупных фабрик и заводов (с годовым производством свыше 1 тысячи рублей) в 1896 году было 841, с производством на 23 615 тысяч рублей, при 9211 рабочих. Как по числу заведений, так и по оборотам первое место занимают мукомольные мельницы (143, на 9290 тысяч рублей), затем следуют 111 табачных фабрик — на 2493 тысяч рублей (приготовлено около 400 тысяч пудов табачных изделий), лесопильных и лесопропиточных заводов 14 — на 21 726 тысяч рублей, 2 сахарных завода — на 995 тысяч рублей, 14 пивоваренных, 10 медоваренных, 46 винокуренных — на 672 500 рублей, 2 спиртоочистительных — на 576 тысяч рублей. Выкурено 4 403 482 град. спирта и 1 408 317 ведер вина. Винных складов 124, ведёрных лавок 11, ренсковых погребов 163, погребов для продажи виноградных вин 44, трактиров и гостиниц 294, постоялых дворов, шинков, корчем и т. д. 1128, буфетов 52, винных лавок 431, пивных лавок 73, временных выставок 1. В 1896 году в губернии введена казённая продажа вина. Ректификация спирта производится на 9 заводов. Казённых винных лавок открыто 820 (69 — в городах). Сельские общества в среднем за 3 года получали от кабаков до введения монополии 148 894 рубля. Мест раздробительной продажи табака было 4326.

### Прочие занятия
Население также получает заработок, занимаясь извозом и работая в помещичьих экономиях, на фабриках и заводах. На заработки уходят в Таврическую, Екатеринославскую, Харьковскую губернии, Кубанскую область и др. По переписи 1882 — 1889 годов было зарегистрировано 8585 человек, занимающихся извозом, 90 672 мужчины и 3082 женщины — нанимающихся в батраки и 58 287 человек — уходящих на дальние заработки. В 1896 году всех паспортов выдано 32 351 мужчинам и 40 192 женщинам. В среднем за 16 лет (1877—1892 годы) выдано по 117 539 паспортов в год. Извозом более всего занимались в Золотоношском, Переяславском и Роменском уездах; батрачество наиболее было развито в Кобелякском и Прилукском уездах. 67 % евреев занимается торговлей. Из ремесленников более всего портных и кузнецов. В 1896 году выдано торговых документов 26 221. Главные торговые центры — Полтава, Кременчуг и Ромны. Главнейшие ярмарки — в Полтаве и Ромнах. Всех ярмарок в губернии 1185.

## Транспорт и связь
К 1896 году железных дорог в губернии было 566 верст (Харьковско-Николаевская, Либаво-Роменская, Киево-Воронежская). Железнодорожных станций 30. Единственная судоходная река — Днепр. На 374-вёрстном её протяжении в губернии более значительных пристаней 10. От Кременчуга ходят пароходы в Киев и Екатеринослав. За 1895 год всех хлебных грузов, отправленных по железной дороге, было 28 080 тысяч пудов. Первое место по отправке занимают Кременчуг — 5416 тысяч пудов и Полтава — 2649 тысяч пудов. За пределы губернии из 25 482 тысяч пудов, назначение которых известно, вывезено 21 214 тысяч пудов. Всего грузов в 1894 году вывезено по железным дорогам 22 207 322 пуда, привезено 1 654 522 пудов (строительных материалов 513 641 пуд). В 1895 году по линиям одной только Харьковско-Николаевской железной дороги вывезено 36 941 свинья, а всего скота 45 530 голов. По воде отправлено товаров 3087 тысяч пудов, привезено 17 311 тысяч пудов, из них хлебных грузов отправлено 2369 тысяч пудов и прибыло 881 тысяч пудов; более всего прибыло лесных материалов — 13 796 тысяч пудов.
В 1896 году почтово-телеграфных отделений было 11, почтовых отделений 34, телефонных станций 2 (в Полтаве и Кременчуге). Телеграфная линия составляла 890 верст, проводы — 2938 ¼ верст. Ценность переходящей почтовой корреспонденции в 1895 году равнялась 71 212 318 руб. Телеграмм отправлено 137 125 и получено 166 140.

## Образование
Мужские и женские гимназии имеются в Полтаве, Прилуках и Лубнах, реальные училища и женские гимназии — в Кременчуге и Ромнах. Духовные училища в Переяславле, Ромнах и Лубнах, женское 3-классное училище духовного ведомства в Лавде, женские прогимназии в Кобеляках, Зенькове, Переяславле, Хороле и Золотоноше. Полтавская фельдшерская школа (губернского земства), дегтяревское ремесленное училище с 4 мастерскими, лубенская сельскохозяйственная школа, Полтавская школа садоводства и огородничества 2-го разряда. По смете губернского земства на народное образование в 1897 году назначено 147 138 рублей (в 1867 году — 5471 рубля). Губернское земство дает на содержание дегтяревского училища 20 тысяч рублей, лубенской школы и художественно-промышленной в городе Миргороде имени Н. В. Гоголя по 10 тысяч рублей, школы садоводства 8368 рублей, школы при исправительном приюте 2 тысячи рублей, гимназий лубенской 8550 рублей и прилукской 5 тысяч рублей, реальных училищ: Полтавского 8740 рублей, роменского и кременчугского по 5 тысяч рублей. В 1897 году губернское земство ассигновало на курсы педагогические 1800 рублей, на библиотеки, читальни, чтения и издания книг 5750 рублей, на публичные библиотеки и читальни в городе Полтаве и Лубнах 560 рублей, на фельдшерскую школу 25 544 рубля.
В 1861 году в губернии считалось 661 училище, с 14 617 учащимися; большинство школ влачило жалкое существование, многие школы числились только на бумаге. В 1895 году в ведении дирекции народных училищ было: городских 3-классных училищ 4, с 537 учащимися, 2-классных 8, с 767 учащимися, уездных 3, с 1944 учащимися, частных православных 12, с 242 учащимися, еврейских казённых 2, с 309 учащимися, частных 26 с 721 учащимся. Во всех школьных библиотеках было 422 690 томов; в 1895 году приобретено книг на 13 507 рублей. На содержание 650 общественно-земских училищ поступило в 1895 году от земства 232 791 рублей, от сельских обществ 74 920 рублей, платы за учение 6188 рублей, других сумм 11 736 рублей, всего 325 735 рублей. На министерские 2-классные училища поступило от земства 5950 рублей, от сельских обществ 7923 рубля и на одноклассные мин. — от земства 3993 рублей и сельских обществ 3174 рублей. Церковно-приходских школ было 339, школ грамоты 466.
Библиотеки имеются в Полтаве, Кременчуге, Кобеляках, Зенькове, Лохвице, Лубнах, Миргороде, Переяславле, Пирятине, Ромнах и Хороле. Сельских библиотек в 1896 году было более 20. Книжные магазины и лавки в Полтаве, Кременчуге, Зенькове, Кобеляках, Лубнах и Прилуках.

## Здравоохранение
Губернское земство в 1897 году на губернскую больницу и её учреждения тратило 69 668 рублей, на кременчугскую больницу 46 177 рублей, на Полтавскую лечебницу и колонию душевнобольных 114 795 рублей. При 2 больницах губернского земства и 1 психиатрической лечебнице состояло 16 врачей. Губерния в 1895 году разделена была на 86 врачебных участков; земство содержало 70 больниц городских и сельских; врачей на земской службе было 110, низшего медицинского персонала 400 чел. В больницах уездных земств было 733 кровати (393 в уездных городах и 340 в селах); кроватей в больницах губернского земства было: 400 в психиатрической, 200 в полтавской, 150 в кременчугской. Уездные земства на медицинскую часть израсходовали 495 774 рублей, в том числе 131 903 рубля на больницы и 93 858 рублей на медикаменты и т. п. Общая сумма земских расходов на медицинскую часть составляет 693 142 рубля. Всех врачей было (1895 год) в губернии 232, из них служащих в городах 74, уездных земских 84, вольнопрактикующих 74. Женщин-врачей 11 (10 в городах и 1 в у.). Фельдшеров — 522, фельдшериц — 26, повивальных бабок — 105. Из богаделен губернское земство содержит роменскую на 180 человек (15 421 рубль), при колонии в Полтаве на 40 чел. (2753 рубля) и 15 богаделен в каждом уезде, по 10 человек в каждой (15 тысяч рублей). Кроме того, выдается в пособие нескольким благотворительным обществам 4100 рублей.

## Прочие расходы земства
Расходы губернского земства по развитию экономического благосостояния края составляют 28 800 рублей; сверх того оно выдает в пособие Полтавскому сельскохозяйственному обществу 7200 рублей, лохвицкому — 1 тысячу рублей, кременчугскому, кобелякскому и роменскому по 700 рублей, на метеорологическую станцию при лубенской гимназии 260 рублей и на выписку газет для корреспондентов статист. бюро управы 1500 рублей.
По смете губернского земства на дорожные сооружения в 1897 году назначено: на подъездные пути 295 500 рублей, на ремонт и устройство разных сооружений 89 535 рублей. Все земские расходы на строительную часть исчислены в 481 943 рубля. Каменных мостовых в губернии более 120 верст, плотин 815 (180 верст длины).

## Руководство губернии
В 1802 году в составе Полтавской и Черниговской губерний было учреждено Малороссийское генерал-губернаторство, которое возглавлял генерал-губернатор. В 1835 году оно было преобразовано в Черниговское, Полтавское и Харьковское генерал-губернаторство, которое существовало до 17 февраля 1856 года.

### Губернаторы
| Ф. И. О.                       | Титул, чин, звание                                          | Время замещения должности |
| ------------------------------ | ----------------------------------------------------------- | ------------------------- |
| Сонцов Александр Борисович     | тайный советник                                             | 08.10.1801—22.04.1805     |
| Муханов Александр Ильич        | действительный статский советник                            | 06.05.1805—17.03.1806     |
| Брусилов Николай Иванович      | действительный статский советник                            | 17.03.1806—10.03.1808     |
| Козачковский Алексей Фёдорович | действительный статский советник                            | 17.03.1808—17.05.1810     |
| Бравин Михаил Иванович         | действительный статский советник                            | 17.09.1810—22.10.1812     |
| Тутолмин Павел Васильевич      | действительный тайный советник                              | 18.11.1812—22.04.1828     |
| Могилевский Павел Иванович     | действительный статский советник                            | 08.06.1828—22.08.1840     |
| Аверкиев Александр Егорович    | действительный статский советник                            | 09.09.1840—14.10.1843     |
| Вакансия                       |                                                             | 14.10.1843—08.03.1845     |
| Ознобишин Николай Ильич        | действительный статский советник                            | 08.03.1845—13.08.1853     |
| Волков Александр Павлович      | тайный советник, и. д. (утверждён 17.04.1855)               | 01.09.1853—01.01.1866     |
| Мартынов Михаил Алексеевич     | тайный советник, и. д. (утверждён 30.08.1866)               | 01.01.1866—09.08.1878     |
| Бильбасов Пётр Алексеевич      | действительный статский советник                            | 12.10.1878—11.08.1883     |
| Янковский Евгений Осипович     | генерал-майор                                               | 24.08.1883—25.02.1889     |
| Косаговский Павел Павлович     | тайный советник                                             | 25.02.1889—19.12.1891     |
| Татищев Алексей Никитович      | в звании камергера, действительный статский советник        | 06.02.1892—21.02.1896     |
| Бельгард Александр Карлович    | в звании камергера, действительный статский советник        | 09.03.1896—28.04.1902     |
| Урусов Николай Петрович        | князь, в звании камергера, действительный статский советник | 28.04.1902—17.06.1906     |
| Князев Владимир Валерианович   | действительный статский советник                            | 17.06.1906—04.10.1908     |
| Муравьёв Николай Леонидович    | граф, действительный статский советник                      | 04.10.1908—12.02.1913     |
| Багговут Александр Карлович    | действительный статский советник                            | 12.02.1913—1915           |
| Моллов Русчу Георгиевич        | действительный статский советник                            | 1915—1917                 |

### Губернские предводители дворянства
| Ф. И. О.                            | Титул, чин, звание                                        | Время замещения должности |
| ----------------------------------- | --------------------------------------------------------- | ------------------------- |
| Чарниш Василий Иванович             | коллежский советник                                       | 1802—1803                 |
| Кочубей Семён Михайлович            | коллежский советник                                       | 1803—1805                 |
| Милорадович Михаил Михайлович       | капитан-поручик                                           | 1805—1808                 |
| Чарниш Василий Иванович             | действительный статский советник                          | 1808—1811                 |
| Трощинский Дмитрий Прокофьевич      | действительный тайный советник                            | 1811—1814                 |
| Данилевский Алексей Фёдорович       | майор                                                     | 1814—1817                 |
| Чарниш Василий Иванович             | действительный статский советник                          | 1817—1820                 |
| Капнист Василий Васильевич          | коллежский асессор                                        | 1820—1824                 |
| Левенеп Степан Фёдорович            | коллежский советник                                       | 1824—1826                 |
| Белуха-Кохановский Дмитрий Петрович | полковник                                                 | 25.09.1826—27.09.1829     |
| Капнист Иван Васильевич             | коллежский асессор, камергер                              | 27.09.1829—03.04.1842     |
| Полов Александр Васильевич          | полковник, и. д. (действительный статский советник)       | 03.04.1842—10.11.1844     |
| Бразоль Евгений Григорьевич         | надворный советник                                        | 20.11.1844—28.09.1846     |
| Мосолов Марк Афанасьевич            | полковник                                                 | 1846—1847                 |
| Скоропадский Иван Михайлович        | губернский секретарь (надворный советник)                 | 12.11.1847—29.10.1853     |
| Кочубей Лев Викторович              | князь, тайный советник                                    | 29.10.1853—27.10.1859     |
| Кованько Семён Николаевич           | в звании камер-юнкера, статский советник                  | 10.11.1859—22.10.1865     |
| Долгоруков Николай Александрович    | князь, камергер, действительный статский советник         | 12.11.1865—26.09.1871     |
| Мандерштерн Александр Евгеньевич    | действительный статский советник                          | 20.10.1871—10.11.1880     |
| Устимович Прокопий Андрианович      | статский советник                                         | 10.11.1880—23.11.1883     |
| Мещерский Александр Васильевич      | князь, шталмейстер                                        | 23.11.1883—29.09.1889     |
| Мещерский Борис Борисович           | князь, церемониймейстер, действительный статский советник | 19.10.1889—20.12.1891     |
| Бразоль Сергей Евгеньевич           | действительный статский советник                          | 15.10.1892—27.09.1907     |
| Щербатов Николай Борисович          | князь, титулярный советник (надворный советник)           | 27.09.1907—1913           |
| Герценвиц Михаил Иванович           | надворный советник                                        | 1913—1917                 |

### Вице-губернаторы
| Ф. И. О.                          | Титул, чин, звание                                                       | Время замещения должности |
| --------------------------------- | ------------------------------------------------------------------------ | ------------------------- |
| Бояринов Григорий Алексеевич      | коллежский советник (действительный статский советник)                   | 21.10.1801—09.04.1818     |
| Свечин Алексей Иванович           | коллежский советник                                                      | 15.05.1818―28.03.1824     |
| Мандрыка Андрей Яковлевич         | статский советник                                                        | 09.05.1824—14.12.1830     |
| Гессе Павел Иванович              | полковник                                                                | 04.01.1831—17.06.1832     |
| Пасенко Дмитрий Степанович        | действительный статский советник                                         | 17.06.1832—01.01.1838     |
| Гессе Павел Иванович              | статский советник                                                        | 06.06.1838—11.01.1841     |
| Клевенский Иван Гаврилович        | коллежский секретарь                                                     | 30.01.1841—26.05.1843     |
| Селецкий Михаил Васильевич        | коллежский советник, камер-юнкер                                         | 26.05.1843—19.09.1848     |
| Лесевич Иосиф Фёдорович           | действительный статский советник                                         | 19.09.1848—12.07.1853     |
| Бунаков Фёдор Яковлевич           | статский советник                                                        | 12.07.1853—25.07.1854     |
| Башмаков Александр Дмитриевич     | в звании камер-юнкера, коллежский советник, и. д. (утверждён 17.04.1855) | 28.07.1854—23.04.1856     |
| Брауншвейг Рудольф Иванович       | статский советник                                                        | 23.04.1856—06.02.1858     |
| Весёлкин Михаил Александрович     | действительный статский советник                                         | 06.02.1858—31.01.1864     |
| Быков Александр Михайлович        | действительный статский советник                                         | 31.01.1864—21.10.1866     |
| Юркевич Николай Ильич             | действительный статский советник                                         | 21.10.1866—29.11.1868     |
| Богданович Александр Васильевич   | коллежский секретарь, и. д. (утверждён 19.12.1869)                       | 29.11.1868—23.10.1878     |
| Сосновский Василий Осипович       | статский советник                                                        | 15.11.1878—14.07.1880     |
| Жуков Василий Разумникович        | действительный статский советник                                         | 14.07.1880—04.03.1896     |
| Балясный Константин Александрович | в звании камергера, статский советник                                    | 19.03.1896—14.03.1901     |
| Леонтьев Иван Сергеевич           | в звании камергера, статский советник                                    | 14.03.1901—18.06.1902     |
| Фонвизин Сергей Иванович          | надворный советник (коллежский советник)                                 | 18.06.1902—28.03.1906     |
| Катеринич Митрофан Кириллович     | действительный статский советник                                         | 28.03.1906—1908           |
| Бибиков Сергей Дмитриевич         | действительный статский советник                                         | 11.10.1908—05.12.1911     |
| Ошанин Никифор Фёдорович          | действительный статский советник                                         | 05.12.1911—07.05.1912     |
| Гололобов Яков Георгиевич         | надворный советник (коллежский советник)                                 | 07.05.1912—1914           |
| Лизогуб Фёдор Андреевич           | действительный статский советник                                         | 1914—1915                 |
| Бехтеев Алексей Сергеевич         | надворный советник                                                       | 1916—1917                 |

## Исследование
Губернским земством издано 70 соч., посвященных изучению края. Проф. В. В. Докучаев и его помощники исследовали губернию по поручению губ. земства в естественно-историческом отношении. Статистическое бюро (бюджет на 1897 год — 9000 р.) исследовало губернию в экономическом отношении (вышло XV томов — все уезды); затем есть особые исследования кустарных промыслов, народного образования, землевладения и т. д. С 1895 года издаются «Ежегодники Полтавского губернского земства»; с 1884 года ежегодно выпускаются «Обзоры сельского хозяйства в Полтавской губ.». Все земские расходы в 1875 году составляли 275 064 р., из них на необязательные потребности — 111 221 р.; через 20 лет соответствующие суммы — 1 171 229 р. и 640 554 р. Содержание земского управления в 1875 году обходилось в 25 815 р., в 1895 году — в 63 600 р. Земство имеет естественно-исторический музей (2 тыс. руб. на его содержание дает губернское земство).

## Символика
- Герб Полтавы 1803 года, фактически выполнявший функцию и герба губернии
- Герб губернии (изд. МВД, 1880)
- Герб губернии (изд. Сукачова, 1878)
- Современный рисунок герба губернии (2000-е годы)